# Vasia Bankova
Vasia Bankova (în bulgară Вася Стефанова Банкова, n. 1954, Sofia, Republica Populară Bulgaria) este o profesoară bulgară, doctor habilitat, profesor al Universității din Sofia, membru al Academiei Bulgare de Științe.
Ea a absolvit Institutul de Stat din Sofia în 1977.